# Ліптовський Мікулаш (округ)
Окрес Ліптовський Мікулаш (словац. Liptovský Mikuláš) — округ в Жилінському краї, центральна Словаччина. Адміністративний центр — місто Ліптовски Мікулаш. Загалом входить до історичної області Ліптовського жупану, знаходиться на сході краю в пониззі річки Ваг, по-межи гірських відрогів Низьких Татр і Великої Фатри.

## Розташування

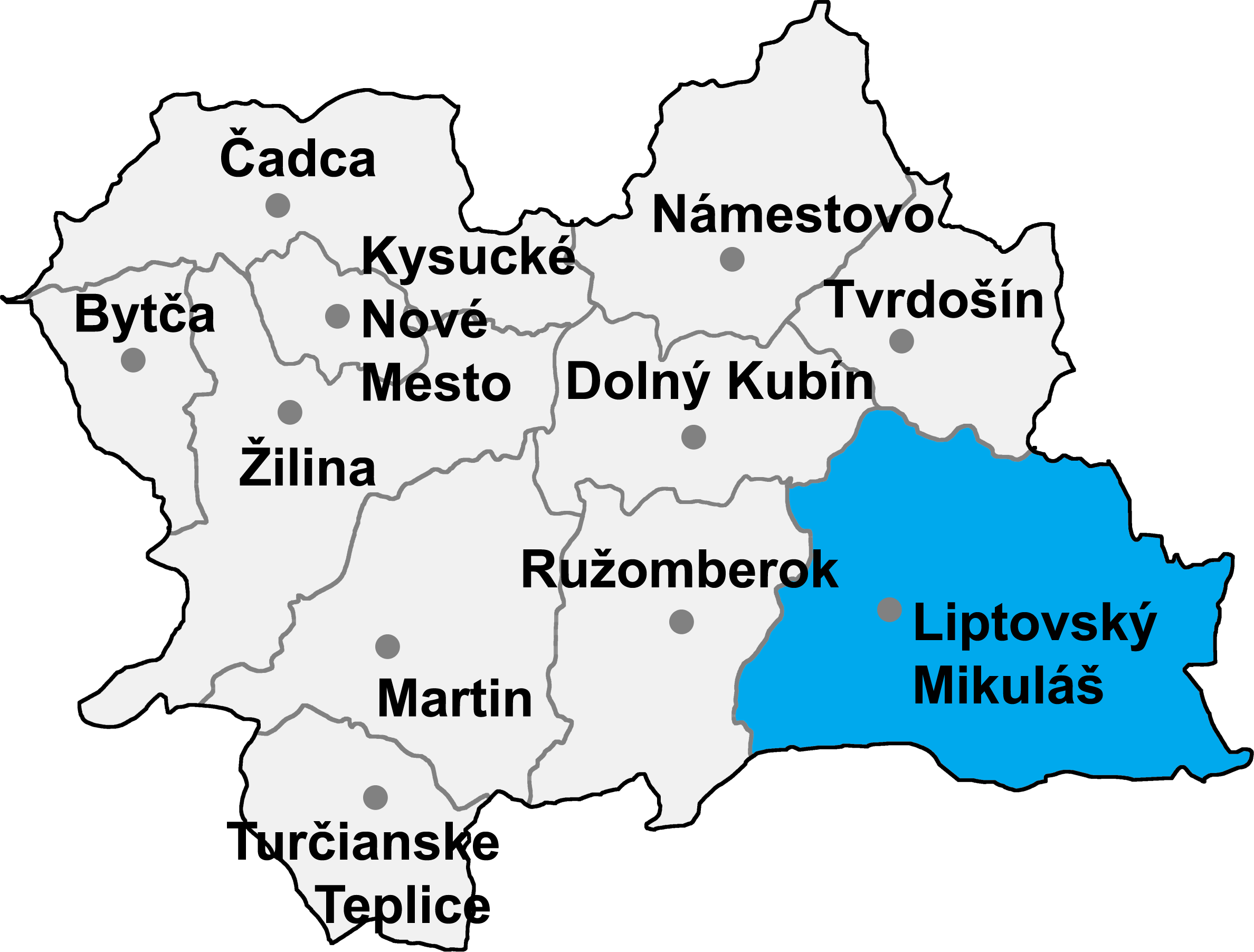
розташування Ліптовський Мікулаш окресу в Жилінському краї

Окрес Ліптовський Мікулаш знаходиться на сході Жилінського краю. Займає всю територію Ліптовської котловини, загалом становить 1340,7 км² з населенням близько 73.549 мешканців. Центральною віссю округу є долина річки Ваг, яка зі всіх сторін підперта гірськими відрогами хребтів — Великих Фатр із заходу, Хочських вершин з півночі та Низьких Татр (Nízke Tatry) із півдня. Розташовані Ґалованські гаї; Матяшовські гаї; Гибянські пагорби; Ліптовські Татри; Любельські пагорби; Сивий верх і Смречанські пагорби. Збудовано водосховище Чєрний Ваг.
Знаходяться природоохоронні території Гибицька ущелина; Квачянська долина і Просецька долина.

## Населення
| Рік:            | 1994.  | 2004.   | 2014.   | 2024.   |
| --------------- | ------ | ------- | ------- | ------- |
| Кількість осіб: | 74 566 | 73 549  | 72 513  | 71 186  |
| Різниця:        |        | -1,36 % | -1,40 % | -1,83 % |

| Рік:            | 2023.  | 2024.   |
| --------------- | ------ | ------- |
| Кількість осіб: | 71 405 | 71 186  |
| Різниця:        |        | -0,30 % |

## Адміністративний поділ
Адміністративна одиниця — окрес Ліптовський Мікулаш — вперше була сформована 1918 року, ще за мадярських часів. З середини 20 століття він вже сформувався остаточно, до нього входять 54 села (обец) та два міста — сам центр округи місто Ліптовський Мікулаш та містечко Ліптовський Градок (Liptovský Hrádok).
Перелік громад (obce), що входять до округу Ліптовський Мікулаш та їх орієнтовне розташування — супутникові знимки [Архівовано 25 серпня 2011 у WebCite]:
| - Бенядікова (Beňadiková) - Бобровчек (Bobrovček) - Бобровец (Bobrovec) - Бобровнік (Bobrovník) - Буковіна (Bukovina) - Деменовска Доліна (Demänovská Dolina) - Дубрава (Dúbrava) - Ґаловани (Galovany) - Ґотовани (Gôtovany) - Гути (Huty) - Іжіповце (Ižipovce) - Гибе (Hybe) - Якубовани (Jakubovany) - Яловець (Jalovec) - Ямнік (Jamník) - Конска (Konská) - Ліптовський Трновець (Liptovský Trnovec) - Ліптовська Анна (Liptovská Anna) - Ліптовська Кокава (Liptovská Kokava) - Ліптовська Порубка (Liptovská Porúbka) - Ліптовська Сєлніца (Liptovská Sielnica) - Ліптовське Бегаровце (Liptovské Beharovce) - Ліптовські Клячани (Liptovské Kľačany) - Ліптовське Матяшовце (Liptovské Matiašovce) - Ліптовський Градок (Liptovský Hrádok) - Ліптовський Ян (Liptovský Ján) - Ліптовський Петер (Liptovský Peter) | - Кральова Легота (Kráľova Lehota) - Квачани (Kvačany) - Лазіско (Lazisko) - Любеля (Ľubeľa) - Малатіни (Malatíny) - Мале Борове (Malé Borové) - Малужина (Malužiná) - Нижня Боца (Nižná Boca) - Партизанска Люпча (Partizánska Ľupča) - Павчіна Легота (Pavčina Lehota) - Павлова Вес (Pavlova Ves) - Подтурень ( Podtureň) - Прібиліна (Pribylina) - Просіек (Prosiek) - Смречани (Smrečany) - Святи Кріж (Svätý Kríž) - Трстене (Trstené) - Угорска Вес (Uhorská Ves) - Ваврішово (Vavrišovo) - Важец (Važec) - Вельке Борове (Veľké Borové) - Ветерна Поруба (Veterná Poruba) - Влахи (Vlachy) - Виходна (Východná) - Вишна Боца (Vyšná Boca) - Заважна Поруба (Závažná Poruba) - Ж'яр (Žiar) |